# Königsbrunn am Wagram
Königsbrunn am Wagram é um município da Áustria localizado no distrito de Tulln, no estado de Baixa Áustria.